# Усадищи (Вологодская область)
Усадищи — деревня в Чагодощенском районе Вологодской области.
Входит в состав Лукинского сельского поселения, с точки зрения административно-территориального деления — в Лукинский сельсовет.
Расстояние по автодороге до районного центра Чагоды — 50 км, до центра муниципального образования деревни Анишино — 9 км.
По переписи 2002 года население — 3 человека.